# The Seer (album của Swans)
The Seer của ban nhạc experimental rock Swans, phát hành ngày 28 tháng 8 năm 2012 bởi hãng đĩa Young God Records. Trưởng nhóm Michael Gira dùng số tiền bán được của album We Rose from Your Bed with the Sun in Our Head để thu âm The Seer.
Album có sự hợp tác của Karen O- hát chính ban nhạc Yeah Yeah Yeahs, Alan Sparhawk và Mimi Parker của Low, các thành viên của Akron/Family, Ben Frost, Grasshopper từ Mercury Rev và cựu thành viên của Swans là Jarboe. Album đáng chú ý với các bài hát rất dài, đặc biệt là bài hát chủ đề dài hơn 30 phút, cũng như những thử nghiệm về noise và drone.

## Bối cảnh
Michael Gira phát biểu rằng album "30 năm để làm nên" và là "đỉnh cao của tất cả các album trước đây của Swans cũng như bất cứ nhạc phẩm nào tôi từng làm." "93 Ave. B Blues," "The Seer," "The Apostate," và "Avatar" được phát triển và biểu diễn trong các tour diễn trong khi phần còn lại của album được sáng tác trong phòng thu.
Tuy Gira hát trong hầu hết các ca khúc, ông để Karen O hát "Song for a Warrior", Gira nói rằng "Vì bài hát như một khúc ru đồng quê, tôi nghĩ nó sẽ thích hợp cho một người phụ nữ. Chris [Pravidica, tay chơi bass] chỉ cho tôi một vài nhạc phẩm của Karen khi cô ấy hát theo cách rất dịu dàng, đầy cảm xúc này." Thành viên cũ của Swans là Jarboe cũng xuất hiện trong album. Tên của album và bài hát chủ đề xuất phát từ việc Swans biểu diễn bài hát "The Seer" thuần nhạc cụ nhiều lần, cho tới một lần Gira bắt đầu hát, "I see it all, I see it all". Bìa album dựa trên một bức vẽ hình một con sói của Simon Henwood, với hàm răng của Gira.

## Âm nhạc
Dài gần hai tiếng, The Seer có dung lượng gấp đôi album trước, My Father Will Guide Me up a Rope to the Sky. Album cũng xuất hiện rất nhiều yếu tố nhạc drone (nhấn mạnh sự liên tục và lập lại), như trong bài hát chủ đề và nửa đầu "A Piece of the Sky". "Lunacy", "Mother of the World", "The Seer Returns", "The Daughter Brings the Water", và "A Piece of the Sky" đã được phát hành trước dưới dạng demo trong ấn bản đặc biệt của We Rose from Your Bed with the Sun in Our Head. Album được thu âm tại Berlin, Brooklyn, và Gardiner, New York.

## Phê bình nhận xét
| Đánh giá chuyên môn | Đánh giá chuyên môn |
| Điểm trung bình     | Điểm trung bình     |
| Nguồn               | Đánh giá            |
| ------------------- | ------------------- |
| Metacritic          | 87/100              |
| Nguồn đánh giá      |                     |
| Nguồn               | Đánh giá            |
| Allmusic            | [ 11 ]              |
| The A.V. Club       | A                   |
| Drowned in Sound    | [ 2 ]               |
| The Guardian        | [ 13 ]              |
| The Independent     | [ 14 ]              |
| Pitchfork           | (9.0/10)            |
| Rolling Stone       |                     |
| Spin                | [ 16 ]              |
| Slant Magazine      | [ 17 ]              |
| Tiny Mix Tapes      | [ 18 ]              |

Từ khi được phát hành, The Seer đã được ca ngợi bởi các nhà phê bình đánh giá. Trên Metacritic, trên thang điển 100, album nhận được điểm trung bình 87, dựa trên 32 đánh giá.
Album xuất hiện trên nhiều danh sách album hay nhất năm 2012 của nhiều tạp chí âm nhạc, bao gồm Stereogum (#4), Pitchfork (#5), và Sputnikmusic (#1).
Về thương mại, album chỉ đạt vị trí #114 trên bảng xếp hạng Billboard 200 và #22 trên Independent Albums.

## Danh sách bài hát
| Đĩa một | Đĩa một                                             | Đĩa một                                                                              | Đĩa một    |
| STT     | Nhan đề                                             | Sáng tác                                                                             | Thời lượng |
| ------- | --------------------------------------------------- | ------------------------------------------------------------------------------------ | ---------- |
| 1.      | "Lunacy" (hợp tác với Alan Sparhawk và Mimi Parker) | Michael Gira                                                                         | 6:09       |
| 2.      | "Mother of the World"                               | Gira                                                                                 | 9:57       |
| 3.      | "The Wolf"                                          | Gira, Christoph Hahn, Thor Harris, Christopher Pravdica, Phil Puleo, Norman Westberg | 1:35       |
| 4.      | "The Seer"                                          | Gira                                                                                 | 32:14      |
| 5.      | "The Seer Returns" (hợp tác với Jarboe)             | Gira, Hahn, Harris, Pravdica, Puleo, Westberg                                        | 6:17       |
| 6.      | "93 Ave. B Blues"                                   | Gira                                                                                 | 5:21       |
| 7.      | "The Daughter Brings the Water"                     | Gira                                                                                 | 2:40       |

| Đĩa hai | Đĩa hai                                                   | Đĩa hai                                       | Đĩa hai    |
| STT     | Nhan đề                                                   | Sáng tác                                      | Thời lượng |
| ------- | --------------------------------------------------------- | --------------------------------------------- | ---------- |
| 1.      | "Song for a Warrior" (hợp tác với Karen O)                | Gira                                          | 3:58       |
| 2.      | "Avatar"                                                  | Gira, Hahn, Harris, Pravdica, Puleo, Westberg | 8:51       |
| 3.      | "A Piece of the Sky" (hợp tác với Jarboe và Akron/Family) | Gira                                          | 19:10      |
| 4.      | "The Apostate"                                            | Gira, Hahn, Harris, Pravdica, Puleo, Westberg | 23:01      |

### Vinyl LP
The album featured a different track order for its vinyl release.
| Mặt một | Mặt một                                             | Mặt một    |
| STT     | Nhan đề                                             | Thời lượng |
| ------- | --------------------------------------------------- | ---------- |
| 1.      | "Lunacy" (hợp tác với Alan Sparhawk và Mimi Parker) | 6:07       |
| 2.      | "The Apostate Pt. 1"                                | 13:18      |

| Mặt hai | Mặt hai                                                         | Mặt hai    |
| STT     | Nhan đề                                                         | Thời lượng |
| ------- | --------------------------------------------------------------- | ---------- |
| 1.      | "The Apostate Pt. 2"                                            | 9:36       |
| 2.      | "A Piece of the Sky Pt. 1" (hợp tác với Jarboe và Akron/Family) | 9:36       |

| Mặt ba | Mặt ba                                                           | Mặt ba     |
| STT    | Nhan đề                                                          | Thời lượng |
| ------ | ---------------------------------------------------------------- | ---------- |
| 1.     | "A Piece of the Sky Pt. 2" (hợp tác với Jarboe and Akron/Family) | 9:30       |
| 2.     | "93 Ave. B Blues"                                                | 5:22       |
| 3.     | "The Daughter Brings the Water"                                  | 2:33       |
| 4.     | "Song for a Warrior" (hợp tác với Karen O)                       | 3:58       |

| Mặt bốn | Mặt bốn               | Mặt bốn    |
| STT     | Nhan đề               | Thời lượng |
| ------- | --------------------- | ---------- |
| 1.      | "Mother of the World" | 9:59       |
| 2.      | "Avatar"              | 8:49       |

| Mặt năm | Mặt năm         | Mặt năm    |
| STT     | Nhan đề         | Thời lượng |
| ------- | --------------- | ---------- |
| 1.      | "The Wolf"      | 1:35       |
| 2.      | "The Seer Pt 1" | 18:56      |

| Mặt sáu | Mặt sáu                                 | Mặt sáu    |
| STT     | Nhan đề                                 | Thời lượng |
| ------- | --------------------------------------- | ---------- |
| 1.      | "The Seer Pt 2"                         | 13:17      |
| 2.      | "The Seer Returns" (hợp tác với Jarboe) | 6:15       |

### Bonus live 2010/2011 DVD track listing
| STT | Nhan đề                      | Thời lượng |
| --- | ---------------------------- | ---------- |
| 1.  | "No Words/No Thoughts"       | 18:50      |
| 2.  | "Avatar"                     | 10:36      |
| 3.  | "The Apostate"               | 19:36      |
| 4.  | "Beautiful Child (fragment)" | 3:43       |
| 5.  | "Jim"                        | 8:16       |
| 6.  | "Sex God Sex"                | 7:13       |
| 7.  | "The Seer / I Crawled"       | 32:16      |

## Thành phân tham gia
Theo trang web của Young God Records.

### Swans
- Michael Gira – hát chính, guitar mộc, guitar điện, harmonica, Casio,
- Christoph Hahn – lap steel guitar, guitar điện, hát phụ
- Thor Harris – trống, bộ gõ, chuông dàn nhạc, hammered dulcimer, vibraphone, piano, clarinet, violin tự làm
- Christopher Pravdica – guitar bass, hát phụ
- Phil Puleo – trống, bộ gõ, hammered dulcimer, hát phụ
- Norman Westberg – guitar điện, hát phụ
- Bill Rieflin – piano, organ, guitar điện, guitar mộc, trống, bộ gõ, Casio, bộ tổng hợp, bass guitar, hát phụ

### Nghệ sĩ khác
- Karen O – hát chính trong "Song for a Warrior"
- Alan Sparhawk và Mimi Parker – hát nền trong "Lunacy"
- Jarboe – hát nền trong "The Seer Returns" và "A Piece of the Sky", đồng ca trong "A Piece of the Sky"
- Seth Olinsky, Miles Seaton, and Dana Janssen – hát nền trong "A Piece of the Sky"
- Caleb Mulkerin and Colleen Kinsella – accordion, hát phụ, dulcimer, guitar, piano và nhạc cụ khác trong "The Seer Returns"
- (Sean Mackowiak) – mandolin mộc và điện, clarinet
- Ben Frost – tiếng lửa trong "A Piece of the Sky"
- Iain Graham – kèn túi trong "The Seer"
- Bruce Lamont – kèn cor trong "The Seer"
- Bob Rutman – cello thép trong "The Seer"
- Cassis Staudt – đàn xếp
- Eszter Balint – violin
- Jane Scarpantoni – cello
- Kevin McMahon – trống phụ trong "The Seer Returns" và "Avatar", guitar phụ trong "Song for a Warrior" và "Avatar"
- Bryce Goggin – piano trong "Song for a Warrior"
- Stefan Rocke – contrabassoon trong "The Seer"

### Thành phần kỹ thuật
- Michael Gira – sản xuất
- Kevin McMahon – kỹ thuật, phối khí
- Macro and Boris – trợ lý kỹ thuật của Kevin McMahon
- Bryce Goggin – kỹ thuật
- Adam Sachs – trợ lý kỹ thuật của Bruce Goggin
- Doug Henderson – master
- Jamal Ruhe – pe-mastering
- Simon Henwood – bìa đĩa